# Анжедор
Анжедор (фр. Ange d`or — золотой ангел) — название золотой французской монеты Филиппа VI (1328—1350).
Впервые выпущен 27 января 1347 года. Первоначально из 1 парижской марки чистого (24-каратного) золота чеканили 33 монеты весом в 7,42 г каждая. Сначала соответствовал 75 турским солам (су). Тяжёлое экономическое положение вынудило власти вскоре пойти на порчу монеты. Уже 8 августа 1341 года вес анжедора был снижен до 6,44 г (38 из одной марки), а 26 июня 1342 года до 5,83 г (42 из 1 марки).
Своё название монета получила из-за изображения архангела Михаила на аверсе, который держит французский герб.
Анжедоры выпускали во Фландрии в 1386 году при Филиппе II Смелом и в Брабанте при правлении герцогини Жанны. Фландрские ажендоры весом 4,8 г 23,5-каратного золота соответствовали 60 грошам.